# Lista de canções número um na Brasil Hot Pop Songs em 2019
Esta é a lista de canções que atingiram o número um da tabela musical Brasil Hot Pop Songs em 2019. A lista é publicada semanalmente pela revista Billboard Brasil, que divulga as cem faixas mais executadas nas estações de rádios do país a partir de dados recolhidos pela empresa Crowley Broadcast Analysis. Em Abril de 2017 a Billboard voltou a divulgar a lista com as 20 músicas pop, pop/rock e dance/eletrônico mais executadas semanalmente. 
A Partir da 5a música, a semana é intitulada pelo seu último dia. Como por exemplo, na semana de 28/01/2019 à 01/02/2019 a data é intitulada como 01/12/2019

## Histórico Pop Nacional
| Data            | Canção                 | Artista                   | Ref.  |
| --------------- | ---------------------- | ------------------------- | ----- |
| 07 de Janeiro   | Não Perco Meu Tempo    | Anitta                    | [ 1 ] |
| 14 de Janeiro   | A Voz e o violão       | Projota                   | [ 2 ] |
| 21 de Janeiro   | A Voz e o violão       | Projota                   | [ 3 ] |
| 28 de Janeiro   | A Voz e o violão       | Projota                   | [ 4 ] |
| 1. de fevereiro | A Voz e o violão       | Projota                   | [ 5 ] |
| 08 de fevereiro | A Voz e o violão       | Projota                   | [ 5 ] |
| 15 de fevereiro | Terremoto              | Anitta, Kevinho           | [ 5 ] |
| 22 de fevereiro | Terremoto              | Anitta, Kevinho           | [ 5 ] |
| 01 de março     | Terremoto              | Anitta, Kevinho           | [ 5 ] |
| 08 de março     | Terremoto              | Anitta, Kevinho           | [ 5 ] |
| 15 de março     | Terremoto              | Anitta, Kevinho           | [ 5 ] |
| 22 de março     | Terremoto              | Anitta, Kevinho           | [ 5 ] |
| 29 de março     | Terremoto              | Anitta, Kevinho           | [ 5 ] |
| 05 de abril     | Terremoto              | Anitta, Kevinho           | [ 5 ] |
| 12 de abril     | Terremoto              | Anitta, Kevinho           | [ 5 ] |
| 19 de abril     | Terremoto              | Anitta, Kevinho           | [ 5 ] |
| 26 de abril     | Terremoto              | Anitta, Kevinho           | [ 5 ] |
| 03 de maio      | Terremoto              | Anitta, Kevinho           | [ 5 ] |
| 10 de maio      | Terremoto              | Anitta, Kevinho           | [ 5 ] |
| 17 de maio      | 8 Segundos             | Atitude 97                | [ 5 ] |
| 24 de maio      | 8 Segundos             | Atitude 97                | [ 5 ] |
| 31 de maio      | Sei Lá                 | Projota, VITAO            | [ 5 ] |
| 07 de junho     | Sei Lá                 | Projota, VITAO            | [ 5 ] |
| 14 de junho     | Sei Lá                 | Projota, VITAO            | [ 5 ] |
| 21 de junho     | Sei Lá                 | Projota, VITAO            | [ 5 ] |
| 28 de junho     | Sei Lá                 | Projota, VITAO            | [ 5 ] |
| 05 de julho     | Sei Lá                 | Projota, VITAO            | [ 5 ] |
| 12 de julho     | Sei Lá                 | Projota, VITAO            | [ 5 ] |
| 19 de julho     | Sei Lá                 | Projota, VITAO            | [ 5 ] |
| 26 de julho     | Sei Lá                 | Projota, VITAO            | [ 5 ] |
| 02 de agosto    | Sei Lá                 | Projota, VITAO            | [ 5 ] |
| 09 de agosto    | Brisa                  | IZA                       | [ 5 ] |
| 16 de agosto    | Brisa                  | IZA                       | [ 5 ] |
| 23 de agosto    | Brisa                  | IZA                       | [ 5 ] |
| 30 de agosto    | Brisa                  | IZA                       | [ 5 ] |
| 06 de setembro  | Brisa                  | IZA                       | [ 5 ] |
| 13 de setembro  | Brisa                  | IZA                       | [ 5 ] |
| 20 de setembro  | Brisa                  | IZA                       | [ 5 ] |
| 27 de setembro  | Gelo                   | Melim                     | [ 5 ] |
| 04 de outubro   | Gelo                   | Melim                     | [ 6 ] |
| 11 de outubro   | Gelo                   | Melim                     | [ 6 ] |
| 18 de outubro   | Gelo                   | Melim                     | [ 6 ] |
| 25 de outubro   | Gelo                   | Melim                     | [ 6 ] |
| 1o de novembro  | Libera Ela             | Raffa Torres              | [ 6 ] |
| 08 de novembro  | Libera Ela             | Raffa Torres              | [ 6 ] |
| 15 de novembro  | Libera Ela             | Raffa Torres              | [ 6 ] |
| 22 de novembro  | Some Que Ele Vem Atrás | Anitta & Marília Mendonça | [ 6 ] |
| 29 de novembro  | Some Que Ele Vem Atrás | Anitta & Marília Mendonça | [ 6 ] |
| 6 de dezembro   | Some Que Ele Vem Atrás | Anitta & Marília Mendonça | [ 6 ] |
| 13 de dezembro  | Some Que Ele Vem Atrás | Anitta & Marília Mendonça | [ 6 ] |
| 20 de dezembro  | Some Que Ele Vem Atrás | Anitta & Marília Mendonça | [ 6 ] |
| 27 de dezembro  | Some Que Ele Vem Atrás | Anitta & Marília Mendonça | [ 6 ] |

## Histórico Pop Internacional
| Data            | Canção                  | Artista                          | Ref. |
| --------------- | ----------------------- | -------------------------------- | ---- |
| 07 de Janeiro   | Girls Like You          | Maroon 5                         |      |
| 14 de Janeiro   | Girls Like You          | Maroon 5                         |      |
| 21 de Janeiro   | Girls Like You          | Maroon 5                         |      |
| 28 de Janeiro   | Girls Like You          | Maroon 5                         |      |
| 01 de fevereiro | Girls Like You          | Maroon 5                         |      |
| 08 de fevereiro | Girls Like You          | Maroon 5                         |      |
| 15 de fevereiro | Girls Like You          | Maroon 5                         |      |
| 22 de fevereiro | Girls Like You          | Maroon 5                         |      |
| 01 de março     | Shallow                 | Lady Gaga                        |      |
| 08 de março     | Shallow                 | Lady Gaga                        |      |
| 15 de março     | Shallow                 | Lady Gaga                        |      |
| 22 de março     | Shallow                 | Lady Gaga                        |      |
| 29 de março     | Shallow                 | Lady Gaga                        |      |
| 05 de abril     | Shallow                 | Lady Gaga                        |      |
| 12 de abril     | Shallow                 | Lady Gaga                        |      |
| 19 de abril     | Dancing with a Stranger | Sam Smith with Normani           |      |
| 26 de abril     | Poquito                 | Anitta feat. Swae Lee            |      |
| 03 de maio      | Poquito                 | Anitta feat. Swae Lee            |      |
| 10 de maio      | Poquito                 | Anitta feat. Swae Lee            |      |
| 17 de maio      | Dancing with a Stranger | Sam Smith with Normani           |      |
| 24 de maio      | Shallow                 | Lady Gaga                        |      |
| 31 de maio      | I Don't Care            | Ed Sheeran with Justin Bieber    |      |
| 07 de junho     | I Don't Care            | Ed Sheeran with Justin Bieber    |      |
| 14 de junho     | I Don't Care            | Ed Sheeran with Justin Bieber    |      |
| 21 de junho     | I Don't Care            | Ed Sheeran with Justin Bieber    |      |
| 28 de junho     | I Don't Care            | Ed Sheeran with Justin Bieber    |      |
| 05 de julho     | I Don't Care            | Ed Sheeran with Justin Bieber    |      |
| 12 de julho     | I Don't Care            | Ed Sheeran with Justin Bieber    |      |
| 19 de julho     | I Don't Care            | Ed Sheeran with Justin Bieber    |      |
| 26 de julho     | Muito Calor             | Ozuna with Anitta                |      |
| 02 de agosto    | Muito Calor             | Ozuna with Anitta                |      |
| 09 de agosto    | Muito Calor             | Ozuna with Anitta                |      |
| 16 de agosto    | Muito Calor             | Ozuna with Anitta                |      |
| 23 de agosto    | Muito Calor             | Ozuna with Anitta                |      |
| 30 de agosto    | Muito Calor             | Ozuna with Anitta                |      |
| 06 de setembro  | Muito Calor             | Ozuna with Anitta                |      |
| 13 de setembro  | Muito Calor             | Ozuna with Anitta                |      |
| 20 de setembro  | Señorita                | Camila Cabello with Shawn Mendes |      |
| 27 de setembro  | Señorita                | Camila Cabello with Shawn Mendes |      |
| 04 de outubro   | Señorita                | Camila Cabello with Shawn Mendes |      |
| 11 de outubro   | Señorita                | Camila Cabello with Shawn Mendes |      |
| 18 de outubro   | Señorita                | Camila Cabello with Shawn Mendes |      |
| 25 de outubro   | Señorita                | Camila Cabello with Shawn Mendes |      |
| 1o de novembro  | Señorita                | Camila Cabello with Shawn Mendes |      |
| 08 de novembro  | Señorita                | Camila Cabello with Shawn Mendes |      |
| 15 de novembro  | Señorita                | Camila Cabello with Shawn Mendes |      |
| 22 de novembro  | Señorita                | Camila Cabello with Shawn Mendes |      |
| 29 de novembro  | Señorita                | Camila Cabello with Shawn Mendes |      |
| 6 de dezembro   | Señorita                | Camila Cabello with Shawn Mendes |      |
| 13 de dezembro  | Señorita                | Camila Cabello with Shawn Mendes |      |
| 20 de dezembro  | Señorita                | Camila Cabello with Shawn Mendes |      |
| 27 de dezembro  | Señorita                | Camila Cabello with Shawn Mendes |      |